# Cali
Cali, thành phố ở Tây Colombia, thủ phủ của tỉnh Valle del Cauca, bên sông Cali. Thành phố này là thành phố có diện tích lớn thứ hai tại Colombia, và lớn thứ ba và độ nổi tiếng, sau Bogotá và Medellín. Cali là trung tâm lớn về giao thông, thương mại và công nghiệp của Thung lũng Sông Cauca. 

## Kinh tế
Vùng đất phì nhiêu của Thung lũng Sông là nơi trồng trọ các loại cây trồng như: mía đường, cà phê, thuốc lá, ca cao, bông, chuối, lúa và bắp. Đây cũng là nơi chăn nuôi gia súc. Các sản phẩm của ngành công nghiệp có: Dệt may, giày dép, dược phẩm, thuốc lá, xà phòng, xi măng, thực phẩm chế biến được sản xuất trong thành phố. Vùng này cũng có vài mỏ than đá. 

## Các trường đại học, cao đẳng
Thành phố Cali có Đại học Valle (thành lập năm 1945) và Đại học Santiago Cali (1958).

## Các điểm tham quan
Thành phố Cali có Nhà thờ Lớn San Pedro và Tu viện San Francisco. Sông Río Cali chảy qua thành phố, chia quận thời thuộc địa khỏi khu quận mua sắm với những phức hợp mua sắm hiện đại phát triển trong những thập kỷ gần đây. Phía Nam của sông này là Plaza de Caycedo, trung tâm của phố cổ giàu những viên ngọc kiến trúc như Nhà thờ Iglesia de la Merced quét vôi trắng có tuổi bằng tuổi thành phố Cali. Ngày nay, tu viện của nhà thờ này có hai bảo tàng quan trọng, trưng bày các bộ sưu tập các hiện vật và nghệ thuật thời thuộc địa tiền Columbia quý giá.
Về phía Bắc của Río Cali là những quán cà phê lộ thiên gọi là salsotecas âm vang những bản nhạc sống salsa đặc trưng của thành phố này. Hàng năm vào mùa lễ hội Fería de Cali thì thành phố mới thực sự sôi động, lễ hội kéo dài trong một tuần với không khí tiệc tùng đường phố, biểu diễn ca nhạc và các cuộc thi bắt đầu vào dịp Giáng Sinh.

## Lịch sử
Cali được thành lập năm 1536 khi Sebastián de Belalcázar, một cựu đại úy của quân xâm lược Tây Ban Nha Francisco Pizarro, bắt đầu tiến vào các vùng đất bên trong Colombia chưa có người định cư. Sau khi thành lập Popayán, ông đã tiếp tục lên phía Bắc qua thung lũng tươi tốt Cauca, một hẻm núi rộng nằm giữa các dãy Cordillera Occidental và Cordillera Central của các dãy núi Andes. Trong suốt chuyến đi, ông đã gặp nhiều bộ lạc bản địa sống trên những vùng đất trù phú này, một vài nhóm trong số đó tỏ ra thù địch đối với đoàn thám hiểm của ông. Belalcázar đã chọn một địa điểm gần Cauca cho Santiago de Cali, một khu định cư cuối cùng đã phát triển thành một trung tâm đô thị lớn của Tây Nam Colombia. Dù Cali được bao bọc quanh bởi vùng đất phì nhiêu, sự tăng trưởng thương mại đã bị hạn chế hơn 350 năm vì thành phố nằm sâu trong đất liền này khó tiếp cận. Chỉ đến khi thành phố được nối bằng tuyến đường ray vào đầu thế kỷ 20 nối với cảng Buenaventura bên bờ Thái Bình Dương thì thành phố bắt đầu có cú hích lớn. Việc mở ra Kênh đào Panama lại tăng thêm động lực thương mại cho thành phố cũng như tăng dân số đến định cư. Năm 1954, dự án thủy điện lớn ở Cauca đã tăng cường năng lượng mới cho thành phố phát triển công nghiệp cũng như nguồn nước thủy lợi.